# Rally di Bulgaria

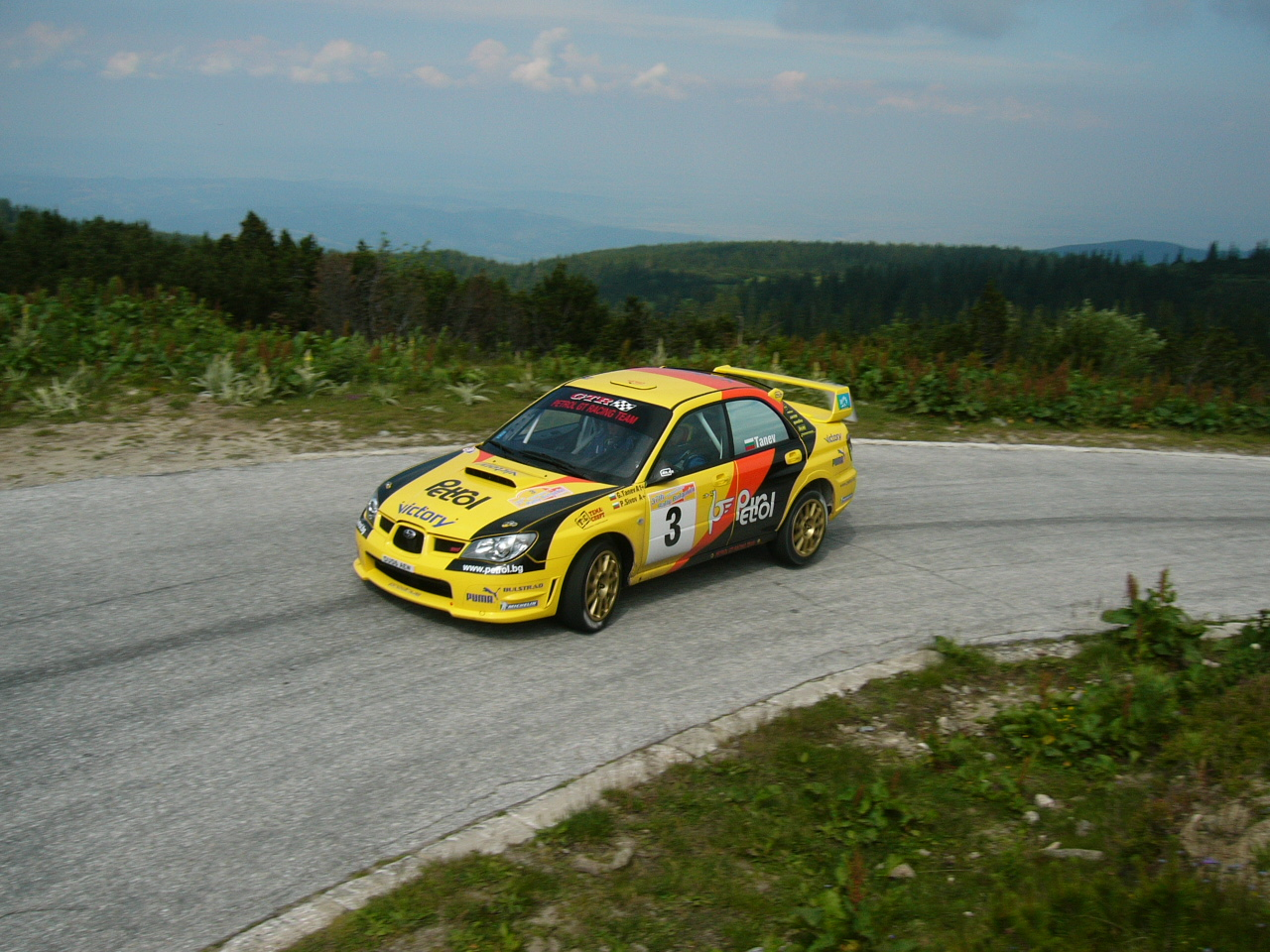
Georgy Tanev al Rally Bulgaria 2006

Il Rally di Bulgaria (in bulgaro: Рали България), è una prova rallistica che si svolge in Bulgaria a partire dal 1970.
Nel 2010 ha ospitato la settima tappa del Campionato del mondo di rally, venendo vinto da Loeb. Il rally è stato più volte anche una delle gare del Campionato europeo di rally. Nel luglio 2009 durante una delle fasi del rally si è verificato un incidente che ha ucciso il copilota italiano Flavio Guglielmini e ferito gravemente il pilota svizzero Brian Lavio.
Si corre nel distretto di Sofia e di Pazardžik.

## Edizioni
| Anno | Denominazione                                | Pilota                      | Co-pilota                   | Autovettura                    | Campionato                       |
| ---- | -------------------------------------------- | --------------------------- | --------------------------- | ------------------------------ | -------------------------------- |
| 1970 | 1° Rally Zlatni Piassatzi                    | Reiner Altenheimer          | Hellenz Koller              | Porsche 911                    | Coppa della pace e dell'amicizia |
| 1971 | 2° Rally Zlatni Piassatzi                    | Ilia Tchoubrikov            | Kolio Tchoubrikov           | Alpine-Renault A110 1600       | Coppa della pace e dell'amicizia |
| 1972 | 3° Rally Zlatni Piassatzi                    | Sobiesław Zasada            | Richard Ziskowski           | Porsche 911                    | Campionato Europeo Rally         |
| 1973 | 4° Rally Zlatni Piassatzi                    | Sergio Barbasio             | Luigi Macaluso              | Fiat 124 Abarth                | Campionato Europeo Rally         |
| 1974 | 5° Rally Zlatni Piassatzi                    | Attila Ferjancz             | Jeno Zsemberi               | Renault 12 Gordini             | Campionato Europeo Rally         |
| 1975 | 6° Rally Zlatni Piassatzi                    | Fulvio Bacchelli            | Bruno Scabini               | Fiat 124 Abarth                | Campionato Europeo Rally         |
| 1976 | 7° Rally Zlatni Piassatzi                    | Andrzej Jaroszewicz         | Richard Ziskowski           | Lancia Stratos HF              | Campionato Europeo Rally         |
| 1977 | 8° Rally Zlatni Piassatzi                    | Reiner Altenheimer          | Dieter Norwig               | Porsche Carrera                | Campionato Europeo Rally         |
| 1978 | 9° Rally Albena - Zlatni Piassatzi           | Franz Wittmann Sr.          | Helmut Deimel               | Opel Kadett                    | Campionato Europeo Rally         |
| 1979 | 10° Rally Albena - Zlatni Piassatzi          | Antonio Zanini              | Juan José Petisco           | Fiat Abarth 131                | Campionato Europeo Rally         |
| 1980 | 11° Rally Albena - Zlatni Piassatzi          | Antonio Zanini              | Jordi Sabater               | Porsche 911 SC                 | Campionato Europeo Rally         |
| 1981 | 12° Rally Zlatni Piassatzi - Albena          | Adartico Vudafieri          | Arnaldo Bernacchini         | Fiat Abarth 131                | Campionato Europeo Rally         |
| 1982 | 13° Rally Albena - Zlatni Piassatzi - Sliven | Andrea Zanussi              | Arnaldo Bernacchini         | Fiat Abarth 131                | Campionato Europeo Rally         |
| 1983 | 14° Rally Albena - Zlatni Piassatzi - Sliven | Antonio Zanini              | Pedro García                | Talbot Sunbeam Lotus           | Campionato Europeo Rally         |
| 1984 | 15° Rally Albena - Zlatni Piassatzi - Sliven | Carlo Capone                | Sergio Cresto               | Lancia 037 Rally               | Campionato Europeo Rally         |
| 1985 | 16° Rally Albena - Zlatni Piassatzi - Sliven | Dario Cerrato               | Giuseppe Cerri              | Lancia 037 Rally               | Campionato Europeo Rally         |
| 1986 | 17° Rally Albena - Zlatni Piassatzi - Sliven | Benigno Fernandez           | José López Orozco           | Opel Manta 400                 | Campionato Europeo Rally         |
| 1987 | 18° Rally Albena - Zlatni Piassatzi - Sliven | Patrick Snijers             | Dany Colebunders            | Lancia Delta HF 4WD            | Campionato Europeo Rally         |
| 1988 | 19° Rally Albena - Zlatni Piassatzi - Sliven | Fabio Arletti               | Leonardo Julli              | Lancia Delta HF 4WD            | Campionato Europeo Rally         |
| 1989 | 20° Rally Albena - Zlatni Piassatzi          | Robert Droogmans            | Ronny Joosten               | Ford Sierra Cosworth           | Campionato Europeo Rally         |
| 1990 | 21° Rally Albena - Zlatni Piassatzi          | Fabrizio Tabaton            | Maurizio Imerito            | Lancia Delta Integrale 16V     | Campionato Europeo Rally         |
| 1991 | 22° International Rally Zlatni               | Piero Liatti                | Luciano Tedeschini          | Lancia Delta Integrale 16V     | Campionato Europeo Rally         |
| 1992 | 23° International Rally Zlatni               | Erwin Weber                 | Manfred Hiemer              | Mitsubishi Galant VR-4         | Campionato Europeo Rally         |
| 1993 | 24° International Rally Zlatni               | César Baroni                | Hervé Sauvage               | Lancia Delta HF Integrale      | Campionato Europeo Rally         |
| 1994 | 25° International Rally Zlatni               | Patrick Snijers             | Dany Colebunders            | Ford Escort RS Cosworth        | Campionato Europeo Rally         |
| 1995 | 26° International Rally Zlatni               | Enrico Bertone              | Max Chiapponi               | Toyota Celica Turbo 4WD        | Campionato Europeo Rally         |
| 1996 | 27° International Rally Zlatni               | Enrico Bertone              | Max Chiapponi               | Ford Escort RS Cosworth        | Campionato Europeo Rally         |
| 1997 | 28° Rally Albena                             | Krzysztof Hołowczyc         | Maciej Wisławski            | Subaru Impreza 555             | Campionato Europeo Rally         |
| 1998 | 29° Rally Albena-Bulgaria                    | Alex Fiorio                 | Nadia Mazzon                | Ford Escort RS Cosworth        | Campionato Europeo Rally         |
| 1999 | 30° Rally Albena-Bulgaria                    | Enrico Bertone              | Nicola Arena                | Renault Mégane Maxi            | Campionato Europeo Rally         |
| 2000 | 31° Rally Albena                             | Bruno Thiry                 | Stéphane Prévot             | Citroën Xsara Kit Car          | Campionato Europeo Rally         |
| 2001 | 32° Rally Bulgaria - Albena                  | Armin Kremer                | Fred Berßen                 | Toyota Corolla WRC             | Campionato Europeo Rally         |
| 2002 | 33° Rally Bulgaria - Albena                  | Leszek Kuzaj                | Erwin Mombaerts             | Toyota Corolla WRC             | Campionato Europeo Rally         |
| 2003 | 34° Rally Bulgaria Albena                    | Bruno Thiry                 | Jean-Marc Fortin            | Peugeot 206 WRC                | Campionato Europeo Rally         |
| 2004 | 35° Rally Bulgaria                           | Luca Pedersoli              | Daniele Vernuccio           | Peugeot 306 Maxi               | Campionato Europeo Rally         |
| 2005 | 36° Rally Bulgaria                           | Giandomenico Basso          | Mitia Dotta                 | Fiat Punto S1600               | Campionato Europeo Rally         |
| 2006 | 37° Rally Bulgaria                           | Giandomenico Basso          | Mitia Dotta                 | Fiat Grande Punto Abarth S2000 | Campionato Europeo Rally         |
| 2007 | 38° Rally Bulgaria                           | Dimitar Iliev               | Yanaki Yanakiev             | Mitsubishi Lancer Evo IX       | Campionato Europeo Rally         |
| 2008 | 39° Rally Bulgaria                           | Krum Donchev                | Stoyko Valchev              | Peugeot 207 S2000              | Campionato Europeo Rally         |
| 2009 | 40° Rally Bulgaria                           | Giandomenico Basso          | Mitia Dotta                 | Fiat Grande Punto Abarth S2000 | Campionato Europeo Rally         |
| 2010 | 41° Rally Bulgaria                           | Sébastien Loeb              | Daniel Elena                | Citroën C4 WRC                 | Campionato del mondo di rally    |
| 2011 | 42° Rally Bulgaria                           | Luca Rossetti               | Matteo Chiarcossi           | Fiat Grande Punto Abarth S2000 | Campionato Europeo Rally         |
| 2012 | 43° Rally Bulgaria                           | Dimitar Iliev               | Yanaki Yanakiev             | Škoda Fabia S2000              | Campionato Europeo Rally         |
| 2013 | 44° Rally Bulgaria                           | Dimitar Iliev               | Yanaki Yanakiev             | Škoda Fabia S2000              | Coppa Europa Rally               |
| 2014 | 45° Rally Bulgaria                           | Krum Donchev                | Petar Yordanov              | Ford Fiesta R5                 | Trofeo Rally Europeo             |
| 2015 | 46° Rally Bulgaria                           | Murat Bostanci              | Onur Vatansever             | Ford Fiesta R5                 | Trofeo Rally Europeo             |
| 2016 | 47° Rally Bulgaria                           | Rashid Al-Ketbi             | Karina Hepperle             | Škoda Fabia R5                 | Trofeo Rally Balcanico           |
| 2017 | 48° Rally Bulgaria                           | Yagiz Avci                  | Bahadir Gücenmez            | Peugeot 208 T16                | Trofeo Rally Balcanico           |
| 2018 | 49° Rally Bulgaria                           | Miroslav Angelov            | Edi Sivkov                  | Skoda Fabia R5                 | Trofeo Rally Balcanico           |
| 2019 | 50° Rally Bulgaria                           | Dimitar Iliev               | Petar Stoychev              | Škoda Fabia R5                 | Trofeo Rally Balcanico           |
| 2020 | Rally Bulgaria 2020                          | L'evento è stato cancellato | L'evento è stato cancellato | L'evento è stato cancellato    | Trofeo Rally Balcanico           |
| 2021 | 51° International Rally Bulgaria             | Miroslav Angelov            | Georgi Gadzhev              | Škoda Fabia Rally2 Evo         | Trofeo Rally Balcanico           |
| 2022 | Rally Bulgaria 2022                          | L'evento è stato cancellato | L'evento è stato cancellato | L'evento è stato cancellato    | Campionato bulgaro rally         |
| 2023 | 52° Rally Bulgaria                           | Martin Surilov              | Zdravko Zdravkov            | Citroën C3 Rally2              | Trofeo Rally Europeo             |
| 2024 | 53° Rally Bulgaria                           | L'evento è stato cancellato | L'evento è stato cancellato | L'evento è stato cancellato    | Trofeo Rally Europeo             |